# لكفاف لحرار (لكفاف الشماليين)
لكفاف لحرار هو دُوَّار يقع بجماعة لڭفاف، إقليم خريبكة، جهة بني ملال خنيفرة في المملكة المغربية. ينتمي الدوّار لمشيخة لكفاف الشماليين التي تضم 4 دواوير. يقدر عدد سكانه بـ 1531 نسمة حسب الإحصاء الرسمي للسكان والسكنى لسنة 2004.

## روابط خارجية
- البوابة الوطنية للجماعات الترابية نسخة محفوظة 12 مارس 2018 على موقع واي باك مشين.
- المندوبية السامية للتخطيط